# Bernd Heemsoth
Bernd Heemsoth (* 10. Oktober 1966 in Rotenburg (Wümme)) ist ein ehemaliger deutscher Fußballspieler und aktueller Fußballtrainer.
Der Abwehrspieler Heemsoth begann seine Profikarriere 1989 bei Hannover 96 in der 2. Bundesliga, wo er in 87 Spielen vier Tore erzielte. In der Saison 1991/92 gewann er mit Hannover den DFB-Pokal durch einen 4:3-Sieg im Elfmeterschießen gegen Borussia Mönchengladbach.
Von 1996 an gehörte er zum Kader des VfL Osnabrück, 1998 wechselte er zum VfB Lübeck und 1999 zum VfB Oldenburg. Im Jahr 2000 schloss er sich dem SV Wilhelmshaven in der Regionalliga Nord an und kam 21-mal zum Einsatz, blieb aber ohne Torerfolg.
2003 wechselte er als Co-Trainer zu Preußen Münster. In dieser Position trat er noch einmal als Spieler in Erscheinung, als er am letzten Spieltag aufgrund von Verletzungssorgen in den Kader berufen wurde, um im entscheidenden Spiel um den Klassenerhalt gegen die SG Wattenscheid in der 88. Minute eingewechselt zu werden. Zunächst war er Assistent von Peter Vollmann, später an der Seite von Hans-Werner Moors, Colin Bell und Stefan Grädler. 2007 wurde er von Christian Wück zum Co-Trainer von Rot Weiss Ahlen berufen.
Nach Wücks Entlassung bei Rot Weiss Ahlen am 3. März 2009 wurde Heemsoth Cheftrainer. Dieses Engagement war jedoch bis zum Saisonende befristet, da Heemsoth lediglich über die A-Lizenz verfügte und somit nur kurzzeitig als Trainer in der Bundesliga arbeiten konnte. Als Co-Trainer stand ihm Stefan Grädler zur Verfügung, der in Ahlen zwischenzeitlich die Aufgaben des Sportlichen Leiters übernommen hatte und bereits bei Preußen Münster mit Heemsoth tätig war.
Am 16. April 2009 wurde Stefan Emmerling als neuer Trainer von Rot Weiss Ahlen verpflichtet, wodurch Bernd Heemsoth wieder Co-Trainer wurde. Am 15. Februar 2010 wurde er an der Seite von Christian Wück Co-Trainer bei Holstein Kiel.
Nach der Entlassung Peter Vollmanns beim SV Wehen Wiesbaden am 21. Oktober 2013 wurde Heemsoth für ein Spiel Interimstrainer. Von Juli 2017 bis Juli 2018 war Heemsoth bei der SV Elversberg als Co-Trainer tätig. Im Januar 2020 wurde er beim 1. FC Saarbrücken Assistent des neuen Cheftrainers Lukas Kwasniok.